# 離散圏
圏論において離散圏（英：en:Discrete_category）とは非自明な射を全く持たない圏である. 
つまり, 圏 {\displaystyle C} が離散であるとは, {\displaystyle C} の任意の異なる対象 {\displaystyle c,c'} に対し, {\displaystyle \hom(c,c')} が空集合となり, {\displaystyle \hom(c,c)} が恒等射のみからなるときをいう.